# Chlorophytum borivilianum
Chlorophytum borivilianum là một loài thực vật có hoa trong họ Măng tây. Loài này được Santapau & R.R.Fern. mô tả khoa học đầu tiên năm 1955.